# Woudvaart (Súdwest-Fryslân)
De Woudvaart (Fries en officieel: Wâldfeart) is in kanaal in de Friese gemeente Súdwest-Fryslân.
De vaart begint in Sneek in de Stadsgracht, loopt dan langs de woonwijk Sperkhem om dan buiten Sneek uit te monden in de Witte Brekken in het natuurgebied Witte en Zwarte Brekken en Oudhof.
Per 15 maart 2007 is de officiële benaming Wâldfeart, daarvoor Woudvaart.